# Golden Globe-galan 2007
Den 64:e upplagan av Golden Globe Awards, som belönade insatser inom TV och film från 2006, sändes den 15 januari 2007 av NBC.

## Vinnare och nominerade
Vinnarna listas i fetstil.

### Filmer
| Bästa film - drama | Bästa film - musikal eller komedi |
| --- | --- |
| - Babel - Bobby - The Departed - Little Children - The Queen | - Dreamgirls - Borat - Djävulen bär Prada - Little Miss Sunshine - Thank You for Smoking                                                                                                 |
| Bästa manliga huvudroll - drama | Bästa kvinnliga huvudroll - drama |
| - Forest Whitaker – The Last King of Scotland - Leonardo DiCaprio – Blood Diamond - Leonardo DiCaprio – The Departed - Will Smith – Jakten på lycka - Peter O'Toole – Venus | - Helen Mirren – The Queen - Kate Winslet – Little Children - Judi Dench – Notes on a Scandal - Maggie Gyllenhaal – Sherrybaby - Penélope Cruz – Att återvända                           |
| Bästa manliga huvudroll - musikal eller komedi | Bästa kvinnliga huvudroll - musikal eller komedi |
| - Sacha Baron Cohen – Borat - Chiwetel Ejiofor – Kinky Boots - Johnny Depp – Pirates of the Caribbean: Död mans kista - Will Ferrell – Stranger Than Fiction - Aaron Eckhart – Thank You for Smoking | - Meryl Streep – Djävulen bär Prada - Beyoncé Knowles – Dreamgirls - Toni Collette – Little Miss Sunshine - Renée Zellweger – Miss Potter - Annette Bening – Det är nåt som inte stämmer |
| Bästa manliga biroll | Bästa kvinnliga biroll |
| - Eddie Murphy – Dreamgirls - Brad Pitt – Babel - Jack Nicholson – The Departed - Mark Wahlberg – The Departed - Ben Affleck – Hollywoodland | - Jennifer Hudson – Dreamgirls - Adriana Barraza – Babel - Rinko Kikuchi – Babel - Emily Blunt – Djävulen bär Prada - Cate Blanchett – Notes on a Scandal                                |
| Bästa regi | Bästa manus |
| - Martin Scorsese – The Departed - Alejandro González Iñárritu – Babel - Clint Eastwood – Flags of Our Fathers - Clint Eastwood – Letters from Iwo Jima - Stephen Frears – The Queen | - The Queen – Peter Morgan - Babel – Guillermo Arriaga - The Departed – William Monahan - Little Children – Todd Field och Tom Perrotta - Notes on a Scandal – Patrick Marber            |
| Bästa sång | Bästa musik |
| - "The Song of the Heart" (Prince) – Happy Feet - "Never Gonna Break My Faith" (Bryan Adams, Eliot Kennedy och Andrea Remanda) – Bobby - "Listen" (Beyoncé Knowles, Henry Krieger, Anne Preven och Scott Cutler) – Dreamgirls - "Try Not to Remember" (Sheryl Crow) – Home of the Brave - "A Father's Way" (Seal och Christopher Bruce) – Jakten på lycka | - Kärlekens slöja – Alexandre Desplat - Babel – Gustavo Santaolalla - Da Vinci-koden – Hans Zimmer - The Fountain – Clint Mansell - Köshpendiler – Carlo Siliotto                        |
| Bästa animerade film | Bästa utländska film |
| - Bilar - Happy Feet - Monster House | - Letters from Iwo Jima (Japan/USA) - Apocalypto (USA) - Pans labyrint (Mexiko/Spanien) - De andras liv (Tyskland) - Att återvända (Spanien)                                             |

### Television
| Bästa TV-serie - drama | Bästa TV-serie - musikal eller komedi |
| --- | --- |
| - Grey's Anatomy - 24 - Big Love - Heroes - Lost | - Ugly Betty - Desperate Housewives - Entourage - The Office - Weeds |
| Bästa manliga huvudroll i en TV-serie - drama | Bästa kvinnliga huvudroll i en TV-serie - drama |
| - Hugh Laurie – House - Kiefer Sutherland – 24 - Bill Paxton – Big Love - Michael C. Hall – Dexter - Patrick Dempsey – Grey's Anatomy                                                                                        | - Kyra Sedgwick – The Closer - Ellen Pompeo – Grey's Anatomy - Evangeline Lilly – Lost - Patricia Arquette – Medium - Edie Falco – Sopranos                                              |
| Bästa manliga huvudroll i en TV-serie - musikal eller komedi | Bästa kvinnliga huvudroll i en TV-serie - musikal eller komedi |
| - Alec Baldwin – 30 Rock - Tony Shalhoub – Monk - Jason Lee – My Name Is Earl - Steve Carell – The Office - Zach Braff – Scrubs                                                                                              | - America Ferrera – Ugly Betty - Marcia Cross – Desperate Housewives - Felicity Huffman – Desperate Housewives - Julia Louis-Dreyfus – Christine - Mary-Louise Parker – Weeds            |
| Bästa manliga huvudroll i en miniserie eller TV-film | Bästa kvinnliga huvudroll i en miniserie eller TV-film |
| - Bill Nighy – Gideon's Daughter - Robert Duvall – Broken Trail - Michael Ealy – Sleeper Cell - Andre Braugher – Thief - Ben Kingsley – Mrs. Harris - Matthew Perry – The Triumph - Chiwetel Ejiofor – Tsunamin: Efter vågen | - Helen Mirren – Elizabeth I - Gillian Anderson – Bleak House - Annette Bening – Mrs. Harris - Helen Mirren – I mördarens spår - Sophie Okonedo – Tsunamin: Efter vågen                  |
| Bästa manliga biroll i en TV-serie, miniserie eller TV-film | Bästa kvinnliga biroll i en TV-serie, miniserie eller TV-film |
| - Jeremy Irons – Elizabeth I - Thomas Haden Church – Broken Trail - Jeremy Piven – Entourage - Masi Oka – Heroes - Justin Kirk – Weeds                                                                                       | - Emily Blunt – Gideon's Daughter - Katherine Heigl – Grey's Anatomy - Sarah Paulson – Studio 60 on the Sunset Strip - Elizabeth Perkins – Weeds - Toni Collette – Tsunamin: Efter vågen |
| Bästa miniserie eller TV-film | |
| - Elizabeth I - Bleak House - Broken Trail - Mrs. Harris - I mördarens spår | |

### Cecil B. DeMille Award
- Warren Beatty